# Kvaisa
Kvaisa (Georgisch: კვაისა, ook wel Kvaisi; Ossetisch: Къуайса, Kwaisa; Russisch: Квайса, Kvajsa) is een mijnbouwplaats met stadsrechten in het noordwesten van de Georgische afscheidingsregio Zuid-Ossetië. Kvaisa ligt op ongeveer 1350 meter boven zeeniveau aan de Dzjedzjora, een linkerzijrivier van de Rioni, en heeft ruim 900 inwoners (2024).

## Status
Voor de Georgische autoriteiten, die feitelijk geen gezag hebben over Kvaisa, ligt de plaats in de regio Ratsja-Letsjchoemi en Kvemo Svaneti en behoort het bestuurlijk tot de gemeente Oni. Voor de de facto Zuid-Osseetse autoriteiten valt Kvaisi onder het district Dzjava. 

## Geschiedenis
Kvaisa was een gewoon dorpje aan de rivier Dzjedzjora in de Zuid-Ossetische Autonome Oblast tot er in de jaren 1920 winbare metalen gevonden werden en de Sovjet-autoriteiten in 1941 besloten er een lood-zinkmijn te exploiteren. Deze opende in 1949, wat een snelle bevolkingstoename in de daaropvolgende jaren tot gevolg had en het toekennen in 1950 van de status 'nederzetting met stedelijk karakter'. Tevens was er een textielfabriek gevestigd met 200 werknemers.

### Vanaf 1991
De mijnbouw raakte in de latere jaren van de Sovjet-Unie in verval. De combinatie van een zware aardbeving in het gebied op 29 april 1991, de burgeroorlog in Zuid-Ossetië en een economische crisis door het uiteenvallen van de Sovjet-Unie maakte dat Kvaisa sterk kromp.
Sinds april 1991 is Kvaisa volgens de Georgische bestuurlijke indeling onderdeel van de gemeente Oni, die in 1995 bij de nieuwe regio Ratsja-Letsjchoemi en Kvemo Svaneti ingedeeld werd. In de praktijk heeft Georgië hier geen uitvoering aan kunnen geven doordat het door de burgeroorlog in 1991-1992 de controle over dit gebied verloor.

### In Zuid-Ossetië
Kvaisa kreeg in 2007 stadsrechten toegekend door de Zuid-Osseetse de facto autoriteiten. In september 2009 vond in het gebied weer een aardbeving plaats, waarbij tientallen appartementen en huizen onbewoonbaar raakten.
In 2009 opende een 162 kilometer Gazprom gaspijp van het Noord-Osseetse Dzoearikau, tien kilometer ten westen van Vladikavkaz, naar Tschinvali door de Grote Kaukasus via Kvaisa. De pijp heeft een hoogste punt van ruim 3.100 meter boven zeeniveau en is daarmee een van de hoogstgelegen langeafstandsgaspijpen in de wereld. 
Na de Russisch-Georgische Oorlog van 2008 werd in Kvaisa een Russische FSB-grenswachtbasis gebouwd. Tot de jaren 2020 kromp de bevolking van Kvaisa. Oorzaken waren met name de hoge werkloosheid, de slechte staat van de publieke voorzieningen en de weg van Kvaisa naar het centrale deel van Zuid-Ossetië.

## Demografie
Begin 2024 had Kvaisa 917 inwoners, een daling van 110 (11%) sinds de volkstelling van 2015. Een recente etnische samenstelling is niet officieel bekend: Zuid-Ossetië publiceert deze gegevens niet op plaatsniveau. In 1989 was ruim 90% Osseets en 2% Georgisch.
| Bevolking van Kvaisa                                                                   | Bevolking van Kvaisa | Bevolking van Kvaisa | Bevolking van Kvaisa | Bevolking van Kvaisa | Bevolking van Kvaisa | Bevolking van Kvaisa | Bevolking van Kvaisa | Bevolking van Kvaisa | Bevolking van Kvaisa |
| Jaar                                                                                   | 1939                 | 1959                 | 1970                 | 1979                 | 1989                 | 2002                 | 2015                 | 2022                 | 2024                 |
| -------------------------------------------------------------------------------------- | -------------------- | -------------------- | -------------------- | -------------------- | -------------------- | -------------------- | -------------------- | -------------------- | -------------------- |
| Aantal                                                                                 | 54                   | 2.309                | 2.327                | 1.669                | 2.271                | -                    | 985                  | 795                  | 917                  |
| Verantwoording data: 1939-1989, Zuid-Osseetse volkstelling 2015, en statistieken 2022. |                      |                      |                      |                      |                      |                      |                      |                      |                      |

## Vervoer

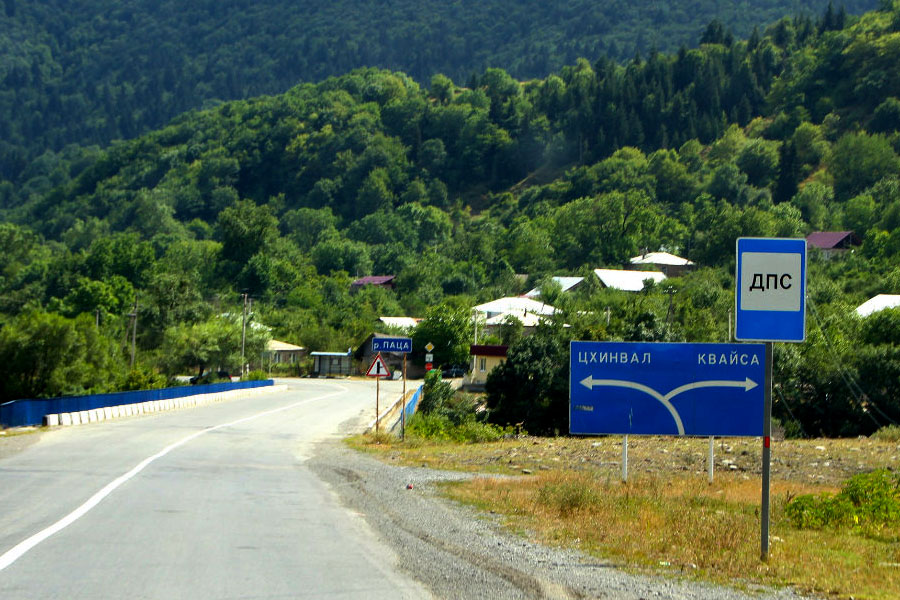
Splitsing in de Transkam naar Kvaisa.

Voordat de Transkaukasische hoofdweg (Transkam) in 1986 werd geopend, was de belangrijkste route door Zuid-Ossetië de Sovjet R2, die Gori via Tschinvali en Kvaisa verbond met Oni in Ratsja. Als gevolg van de burgeroorlog in 1991-1992 en de feitelijke afscheiding van Zuid-Ossetië is deze weg bij de Zuid-Osseetse grens bij Kvaisa gesloten.
Voor de Georgische wegenwet is sinds 1996 de weg Goepta (afslag van de Transkam) via Kvaisa naar Oni genummerd als de nationale route Sh25. Deze weg gaat door het Lichigebergte over de 1800 meter hoge Ertso-pas. In de periode 2017-2020 werd het Zuid-Osseetse deel van Goepta tot Kvaisa met Russische steunfondsen geheel gerenoveerd en van een verhard wegdek voorzien voor een betere bereikbaarheid van Kvaisa.